# Vyšný Komárnik
Vyšný Komárnik (in ungherese Felsőkomárnok) è un comune della Slovacchia facente parte del distretto di Svidník, nella regione di Prešov.